# Garbán mac Éndai
Garbán mac Éndai (roi vers 596) était un roi de Munster (en irlandais : Muman), l'un des cinq royaumes d'Irlande. Il appartenait à la famille des Eóganacht Áine, une branche du clan des Eóganachta descendant d'Ailill mac Nad Froích, le frère d'Óengus mac Nad Froích (mort en 489), premier roi chrétien de Muman. Il fut, avec son frère Amalgaid mac Éndai, le premier roi de cette branche. 

## Biographie
Il était fils d'Éndae, un petit-fils d'Ailill mac Nad Froích. 
La chronologie des rois de Muman est confuse sur cette époque. Les Annales de Tigernach le mentionnent comme roi en 596, avec son frère, Amalgaid. Il est également présent avec Amalgaid dans le Livre de Leinster : 
Fergus iar Crimthand rocloss
& Garban iar Fergos.
Amalgaid iar nGarban garg.
Aed iar nAmalgaid imard;
Coirpre iar nAed no indled gail
Fingen iar Corpriu Chasil.
Cependant, des sources en faveur de la branche des Eóganacht Glendamnach, comme les Laud Synchronisms ou le conte Senchas Fagbála Caisil (l'Histoire de la découverte de Cashel), ne le mentionnent pas. 
Six générations plus tard, l'un de ses descendants, Cenn Fáelad hua Mugthigirn (mort vers 872), fut également roi de Muman. 